# Gran Calà - Anni '60
Gran Calà - Anni '60 è il quinto album in studio pubblicato dall'attore e cantante-showman italiano Jerry Calà pubblicato il 21 giugno 2004 da Azzurra Music.

## Descrizione
L'album presenta, nella maggior parte delle tracce, delle cover di alcune delle canzoni italiane uscite tra gli anni sessanta e settanta divenute celebri come vere e proprie icone del periodo storico, nonché già presenti nello spettacolo teatrale Gran Calà dello stesso Jerry Calà.
È inoltre presente un pezzo appositamente scritto dallo stesso Calà assieme a Umberto Smaila ed Enrico Vanzina dal titolo Anni 60, oltre ad altri singoli quali Verona Beat e Maracaibo, già nella discografia dell'attore catanese.

## Tracce
1. Verona Beat – 4:29
2. Vorrei la pelle nera – 3:05
3. L'isola di Wight – 3:16
4. Io ho in mente te – 2:26
5. 5 minuti – 2:51
6. La Prima cosa bella – 2:45
7. A chi – 2:53
8. Se puoi uscire una domenica – 1:48
9. Un'estate fa – 4:03
10. Con le mie lacrime – 3:32
11. Senza luce – 4:49
12. Maracaibo – 3:00
13. Anni 60 – 3:34

## Formazione
- Jerry Calà - voce
- Roberto Cetoli - piano, tastiere, arrangiamento e direzione artistica
- Gianluca Anselmi - chitarre
- Cesare Valbusa - batteria
- Karin Mensah, Simone Galante e Davide Brolati - cori
- Pier Brigo - basso in 5 minuti e La pelle nera
- Karin Mensah - guest voice in Un'estate fa e Anni 60
- Pepito Ros - sax